# クロメリン (フリゲート)
| USS Crommelin FFG-37 |                                                                                           |
| 艦歴                 |                                                                                           |
| 発注:                |                                                                                           |
| 起工:                | 1980年5月30日                                                                             |
| 進水:                | 1981年7月2日                                                                              |
| 就役:                | 1983年6月18日                                                                             |
| 退役:                | 2012年10月31日                                                                            |
| 除籍:                |                                                                                           |
| その後:              | 標的艦として撃沈。                                                                        |
| 要目                 |                                                                                           |
| 排水量               | 基準: 3,225 t                                                                             |
| 排水量               | 満載: 4,100 t                                                                             |
| 全長                 | 453 ft (138 m)                                                                            |
| 全幅                 | 45.4 ft (13.8 m)                                                                          |
| 吃水                 | 24 ft (7.3 m)                                                                             |
| 機関                 | COGAG方式                                                                                 |
| 機関                 | LM2500-30ガスタービンエンジン (20,500hp) ×2基                                             |
| 機関                 | 可変ピッチプロペラ（5翔）×1軸                                                             |
| 機関                 | 非常用旋回式スラスタ（350hp）×2基                                                         |
| 最大速               | 29ノット以上                                                                              |
| 航続距離             | 4,500 海里（20ノット巡航時）                                                              |
| 乗員                 | 206名（士官13名）                                                                         |
| 兵装                 | Mk.75 76mm単装速射砲×1基                                                                  |
| 兵装                 | Mk.38 25mm単装機銃×2基                                                                    |
| 兵装                 | Mk.15 20mmCIWS×1基                                                                        |
| 兵装                 | M2 12.7mm単装機銃×4基                                                                     |
| 兵装                 | Mk.13 mod.4単装ミサイル発射機×1基 * SM-1MR SAM * ハープーンSSM を発射可能 ※2003年以降撤去 |
| 兵装                 | Mk.32 mod.17 3連装短魚雷発射管×2基                                                        |
| 艦載機               | SH-60B LAMPSヘリコプター×2機                                                              |
| C4ISTAR              | NTDS (JTDS＋リンク 11/14)                                                                 |
| C4ISTAR              | Mk.92 FCS (SM-1MR, 76mm砲用)                                                              |
| C4ISTAR              | AN/SQQ-89 ASWCS                                                                           |
| センサ               | AN/SPS-49 対空捜索レーダー                                                                |
| センサ               | AN/SPS-55 対水上捜索レーダー                                                              |
| センサ               | AN/SQS-56 船底装備ソナー                                                                  |
| センサ               | AN/SQR-19 曳航ソナー                                                                      |
| 電子戦               | AN/SLQ-32(V)5 ESM/ECM装置                                                                 |
| 電子戦               | Mk.36 デコイ発射装置                                                                      |
| モットー:            | Munus Bene Factum (Job Well Done)                                                         |

クロメリン (英語: USS Crommelin, FFG-37) は、アメリカ海軍のミサイルフリゲート。オリバー・ハザード・ペリー級ミサイルフリゲートの28番艦。艦名はヘンリー・クロメリン海軍中将、ジョン・クロメリン海軍少将、クェンティン・クロメリン、チャールズ・クロメリン、リチャード・クロメリンのクロメリン兄弟に因む。

## 艦歴
クロメリンは1979年4月27日にFY79プログラムの一部としてワシントン州シアトルのトッド・パシフィック造船所に建造発注され、1980年5月30日に起工する。1981年7月2日に進水し、1983年6月18日に就役した。
2005年11月の時点でクロメリンはハワイ州真珠湾を母港とし、第31駆逐戦隊に所属していた。2012年10月31日退役した。退役後、2016年7月19日にリムパックの一環で標的艦となり、カウアイ島北方55海里でインディペンデンス級LCS2番艦「コロナド」の放ったハープーン対艦ミサイルで撃沈された。